# Слободян Олег Феліксович
Оле́г Фе́ліксович Слободя́н (11 вересня 1977) — полковник Державної прикордонної служби України, заслужений журналіст України. З травня 2015 по червень 2019 року — помічник Голови Державної прикордонної служби України, прес-секретар. Кандидат в народні депутати України на позачергових виборах до Верховної Ради 2019 року по одномандатному виборчому округу № 187.

## З життєпису
В 2005—2011 роках підполковник Слободян — редактор газети «Прикордонник України».
Взяв участь у парламентських виборах 2019 року від партії «Сила і честь». Балотувався по одномандатному виборчому округу № 187 (м. Хмельницький), однак зумів набрати лише 2037 голосів з близько 70 тис. можливих.
З дружиною та двома доньками проживає у місті Бориспіль.